# Norma Cove
Die Norma Cove (russisch бухта Норма, buchta Norma – wörtlich „Bucht Norm“) ist eine kleine Nebenbucht der Maxwell Bay an der Südküste von King George Island, der größten der Südlichen Shetlandinseln. Sie liegt im Nordosten der Fildes-Halbinsel zwischen Suffield Point und Jasper Point, unmittelbar östlich der Rocky Cove (auf der deutschen Karte von 1984 als Normbucht und Steinbucht beschriftet).
Die Bucht wurde nach Kartierungen der 13. Sowjetischen Antarktisexpedition im Jahr 1968 von der Bellingshausen-Station aus auf einer Karte von 1973 бухта Норма genannt. Auf einer englischsprachigen Karte derselben Autoren ist die Bucht mit Norma Inlet beschriftet. Das britische Antarctic Place-names Committee (APC) übersetzte den russischen Namen 1980 sinngemäß ins Englische.
In die Bucht fließt der Normbach aus dem Normsee.
Die Caleta El Plata ist eine südwestliche Nebenbucht.